# 마리아 콘치타 알론소
마리아 콘치타 알론소(María Conchita Alonso, 1957년 6월 29일 ~ )는 미국의 배우, 가수, 모델이다.

## 출연 작품
- 오프 더 메뉴 (2018년) - 코델리아 역
- 초상화의 비밀 (2018년)
- 노벰버 룰 (2015년)
- 더 시크릿 오브 조이 (2014년)
- 리턴 투 바빌론 (2013년)
- 로드 오브 세일럼 (2012년) - 앨리스 마티아스 역
- 위드아웃 맨 (2011년)
- 라운드 트립 (2010년)
- 아트 오브 서브미션 (2009년)
- S러버 (2009년) - 잉그리드 역
- 아트 오브 트래블 (2008년)
- 리차드 3세 (2008년) - 엘리자베스 여왕 역
- 더 데드 원 (2007년)
- 증오의 2분간 (2007년)
- 머터리얼 걸스 (2006년) - 이네즈 역
- 컴퍼니 유 킵 (2003년) - 베라 역
- 체이싱 파피 (2003년)
- 하트 오브 아메리카 (2002년)
- 녹아웃 (2000년)
- 빅 헌터 (2000년)
- 체인 오브 커맨드 (2000년)
- 씨크릿 라이프 (1998년)
- 레드 액트 (1997, Acts of Betrayal)
- 히 스탠드 (1996년)
- 코트 (1996년) - 베티 역
- 써든 테러 (1996년)
- 맥쉐인의 최후의 결판 (1994년)
- 텍사스 (1994년)
- 루스터스 (1993년) - 차타 역
- 영혼의 집 (1993년) - 트랜시토 소토 역
- 팀스터 보스 (1992년)
- 아메리칸 코만도 (1991년)
- 프레데터 2 (1990년) - 레오나 캔트렐라 역
- 뱀파이어 키스 (1988년)
- 범죄와의 전쟁 (1988년)
- 러닝맨 (1987년)
- 더블 보더 (1987년)
- 사랑의 탈출 (1986년)
- 블러드 타이 (1986년)
- 엉터리 천재 (1985년)
- 피어 시티 (1984년)
- 발디미르의 선택 (1984년)

### 텔레비전
- 시카고 메디컬 (1994년)